# Otakar Fiala (Radsportler, 1962)
Otakar Fiala (* 26. August 1962) ist ein ehemaliger tschechoslowakischer Radrennfahrer und nationaler Meister im Radsport.

## Sportliche Laufbahn
1983 hatte er mit dem Start in der Österreich-Rundfahrt (31. Platz) seinen ersten Einsatz in der Nationalmannschaft. 1984 wurde er 29. in diesem Etappenrennen. 1986 siegte Fiala im Etappenrennen Tour de Bohemia vor Vladimír Kozárek mit einem Etappensieg und wurde 48. in der Tour de l’Avenir. 1989 gewann er das Eintagesrennen GP ZTS Dubnica nad Váhom. 1983 kam er beim Sieg von Uwe Raab im Dynamo-Cup in der DDR auf den 4. Platz.
Die Internationale Friedensfahrt bestritt er 1987 und kam auf den 24. Gesamtrang. 1991 wurde er 9. In der Bayern-Rundfahrt wurde er 9. und beendete am Ende der Saison seine sportliche Laufbahn.
Im Bahnradsport gewann er 1985 bis 1988 den Titel in der Mannschaftsverfolgung.

## Berufliches
Nach seiner aktiven Laufbahn wurde er Sportlicher Leiter, unter anderem im Radsportteam Elkov-Kasper.

## Familiäres
Sein Sohn Otakar Fiala (* 1989) war ebenfalls Radrennfahrer.